# Mark Walsh
Mark Walsh (Watford, 2 februari 1965) is een Engelse darter.
In 2005 leverde hij zijn beste prestatie tot nu toe door de finale van de UK Open te halen. Hij verloor deze finale van Phil Taylor.

## Begin carrière
Mark Walsh maakte zijn debuut op een televisietoernooi tijdens het World Matchplay 2002, waar hij in de eerste ronde met 10-0 verloor van John Part. In 2004 maakte hij zijn debuut op het Ladbrokes World Darts Championship, waar hij met 3-0 verloor van Erik Clarys. Een jaar later verloor hij weer in de eerste ronde, met 4-2 van Wayne Mardle. In 2005 won hij zijn eerste wedstrijd op het Wereldkampioenschap door Warren Parry te verslaan. In de tweede ronde verloor hij van Dennis Smith met 4-0.

## 2007
In 2007 plaatste Walsh zich als nummer 16 van de wereld, maar verloor hij zeer verrassend van de 19-jarige Nederlander Rico Vonck. Walsh speelde een teleurstellend jaar, in januari begon hij als nummer 15 van de wereld en in november was hij weggezakt naar de 32e plaats. Vervolgens haalde hij de halve finale van the Ireland Open Classic en won hij de Gleneagle Irish Masters en plaatst hij zich toch voor het Ladbrokes World Darts Championship 2008. Hij bereikte dit jaar ook de halve finales van de German Darts Championships.

## 2008
Aan het begin van het jaar haalde hij de tweede ronde van het WK. Hij versloeg Adrian Gray en lootte in de tweede ronde een wedstrijd tegen Phil Taylor. Hij stond lange tijd voor, maar verloor uiteindelijk toch met 4-3 en was uitgeschakeld.
Walsh bleef in goede vorm en haalde een aantal kwartfinales, waaronder die van de Open Holland Masters en hij haalde de laatste 32 van de grote toernooien US Open en UK Open. Hij haalde de halve finale tijdens een playerschampionship in Las Vegas en plaatste zich voor de Las Vegas Desert Classic. Hij versloeg Bill Davies in de eerste ronde en verloor vervolgens van James Wade in de tweede ronde.
Tijdens het World Matchplay 2008 versloeg hij verrassend Colin Lloyd in de eerste ronde. Hij haalde de tweede ronde tijdens de World Grand Prix, miste de Grand Slam of Darts, maar haalde wel de halve finale van de Champions League Darts en van de European Darts Championship.

## 2009
Tijdens het Wereldkampioenschap van 2009 versloeg hij Jamie Caven in de eerste ronde en verloor hij vervolgens van Mervyn King met 4-2. Op 17 januari gooide hij een 9-darter tijdens de Eddie Cox Memorial Playerschampionship in Gibraltar. Hij kreeg hier 1.600 pond voor.
Op 28 maart versloeg hij Phil Taylor, waardoor hij de Coventry Playerschampionship won. Hij won dit jaar nog een titel door Raymond van Barneveld te verslaan in de finale van de UK Open Regional in Derby.

## 2010
Walsh plaatste zich als nummer 13 van de wereld automatisch voor het Ladbrokes World Darts Championship 2010. In de eerste ronde speelde hij tegen voormalig Lakeside-winnaar Mark Webster. Hij verloor in een spannende wedstrijd met 3-2 in sets.

## Resultaten op Wereldkampioenschappen

### PDC
- 2004: Laatste 48 (verloren van Erik Clarys met 0-3)
- 2005: Laatste 32 (verloren van Wayne Mardle met 2-4)
- 2006: Laatste 32 (verloren van Dennis Smith met 0-4)
- 2007: Laatste 64 (verloren van Rico Vonck met 0-3)
- 2008: Laatste 32 (verloren van Phil Taylor met 3-4)
- 2009: Laatste 32 (verloren van  Mervyn King met 2-4)
- 2010: Laatste 64 (verloren van Mark Webster met 2-3)
- 2011: Laatste 16 (verloren van Terry Jenkins met 0-4)
- 2012: Laatste 32 (verloren van Kevin Painter met 3-4)
- 2013: Laatste 16 (verloren van Wes Newton met 1-4)
- 2014: Laatste 64 (verloren van Jarkko Komula met 1-3)

## Resultaten op de World Matchplay
- 2002: Laatste 32 (verloren van John Part met 0-10)
- 2003: Laatste 32 (verloren van Alan Warriner met 7-10)
- 2004: Laatste 32 (verloren van Denis Ovens met 5-10)
- 2005: Laatste 16 (verloren van Colin Lloyd met 4-13)
- 2006: Laatste 16 (verloren van Ronnie Baxter met 9-13)
- 2007: Laatste 32 (verloren van Andy Jenkins met 6-10)
- 2008: Laatste 16 (verloren van Kevin McDine met 9-13)
- 2009: Laatste 16 (verloren van Raymond van Barneveld met 11-13)
- 2010: Laatste 16 (verloren van Kevin Painter met 12-14)
- 2011: Laatste 16 (verloren van James Wade met 11-13)
- 2012: Laatste 16 (verloren van James Wade met 4-13)